# Hippocrate de Chios
Ne doit pas être confondu avec Hippocrate de Cos.
Pour les articles homonymes, voir Hippocrate (homonymie).
Hippocrate de Chios (ou de Chio) est un mathématicien et astronome grec originaire de Chios, actif à Athènes dans la seconde moitié du Ve siècle av. J.-C. Novateur et précurseur d'Euclide comme premier auteur d'Éléments, il a également travaillé sur deux des grands problèmes mathématiques de l'Antiquité, la quadrature du cercle et la duplication du cube.

## Biographie
Nous savons fort peu de chose d'Hippocrate, comme d'ailleurs de la plupart des géomètres de l'antiquité. Il nous est connu par les écrits d'Aristote, et de ses successeurs et commentateurs, ainsi que par Proclus qui dans son résumé de l'histoire de la géométrie d'Eudème de Rhodes le cite comme contemporain de Théodore de Cyrène et venant après Œnopide de Chios. Par ces témoignages, on sait qu'il professe les mathématiques et l'astronomie à Athènes dans la seconde moitié du Ve siècle av. J.-C., et que ses compétences y sont reconnues. Probablement chef d'école, on lui connaît au moins un disciple, nommé Eschyle, qui est évoqué par Aristote.
Il est également commerçant, mais Aristote déclare que « éminent géomètre s'il en fût, [il] était, semble-t-il, niais et stupide pour tout le reste », s'étant fait escroquer par le fisc de Byzance à cause de sa naïveté,. Jean Philopon, près de mille ans après les faits, est moins sévère : selon lui Hippocrate est venu à Athènes pour poursuivre en justice des pirates dont une attaque l'a ruiné, et c'est à Athènes qu'en attendant la conclusion de son procès, il s'intéresse à la géométrie jusqu'à en devenir spécialiste. Cependant les historiens estiment qu'il appartient à l'école du géomètre et astronome Œnopide de Chios dont il a pu être le continuateur.

## Travaux
Les travaux scientifiques d'Hippocrate ne nous sont pas parvenus, mais nous disposons d'un fragment de l’Histoire des mathématiques (aujourd'hui perdue) de l'élève d'Aristote, Eudème de Rhodes, transmis par Simplicius, et consacré à Hippocrate et à la quadrature des lunules et du cercle. Même si Simplicius, comme il le déclare lui-même, a un peu complété le texte d'Eudème, ce fragment est considéré comme assez authentique et comme le témoignage le plus substantiel dont nous disposions sur les mathématiques pré-euclidiennes. La tradition attribue par ailleurs à Hippocrate de Chio la première explication des images des miroirs au moyen d’une réflexion, non pas de la lumière, comme l’admet l’optique moderne, mais de la vue elle-même rebondissant sur la surface du miroir.

### Les Éléments
Hippocrate de Chios est l'auteur du premier ouvrage d’Éléments de géométrie connu, un siècle avant Euclide. L’ouvrage ne nous est pas parvenu, mais les historiens ont pu tenter de le reconstituer, à partir de ce qu'il utilise pour sa quadrature des lunules. Il pourrait correspondre aux livres I et II des Éléments d'Euclide.

### La quadrature des lunules et du cercle

L'aire de la lunule d'extrémités A et B délimitée par un demi-cercle de centre D et un arc de cercle de centre O (hachurée sur la figure), égale celle du triangle isocèle rectangle A0B.

Dans le document qu’il rédige sur la Quadrature des lunules, Hippocrate calcule par des moyens géométriques l'aire de plusieurs lunules, des figures délimitées par deux arcs de cercles. Plus précisément il donne pour chacune d'entre elles une figure de même aire délimitée par des segments de droite, un triangle par exemple pour sa première lunule. C'est ce qu'on appelle une quadrature et c'est la première que nous connaissions réalisée par un géomètre grec d'une figure délimitée par des courbes. Il utilise à ce sujet quelques théorèmes en particulier que le rapport des surfaces de deux cercles est le même que celui des carrés de leurs rayons. La première de ses quadratures équivaut essentiellement au  théorème des deux lunules dans le cas particulier du triangle isocèle rectangle.

### La duplication du cube
Hippocrate étudie la duplication du cube (construire un cube de volume double d'un cube donné) : il réduit celle-ci à l'établissement de deux moyennes proportionnelles entre deux longueurs dont la seconde est double de la première, forme sous laquelle le problème sera étudié par ses successeurs.

### Astronomie
Aristote cite Hippocrate dans un long passage des Météorologiques, qui révèle certaines connaissances astronomiques et une observation correcte de la direction de la « chevelure » d'une comète.